# جنگل‌های مرطوب حاره‌ای کوئینزلند
جنگل‌های مرطوب حاره‌ای کوئینزلند با مساحت ۸۹۴۰ کیلومتر مربع در شمال شرق بخش کوئینزلند، استرالیا و در نزدیکی دیواره بزرگ مرجانی قرار دارد.این مناطق در سال ۱۹۸۸ در فهرست میراث جهانی یونسکو و در ماه مه سال ۲۰۰۷ به فهرست میراث ملی استرالیا اضافه شد. بلندترین آبشار استرالیا به نام آبشار والامن (به انگلیسی: Wallaman Falls) با ارتفاع ۳۵۰ متر در این منطقه قرار دارد.این مکان دارای بسیاری از ویژگی‌های منحصر به فرداز جمله بیش از ۳۹۰ گونه ی گیاهی نادر است، که ۷۴ گونه آن در معرض خطر نابودی قرار دارند، همچنین ۳۷۰ گونه پرنده در این منطقه ثبت شده‌است و چندین گونه از پستانداران کمیاب استرالیا نیز در این جنگل‌ها وجود دارند.

## جستارها
- تانزویل
- جنگل حاره‌ای